# Idiodes inductaria
Idiodes inductaria är en fjärilsart som beskrevs av Walker 1862. Idiodes inductaria ingår i släktet Idiodes och familjen mätare. Inga underarter finns listade i Catalogue of Life.